# Delta Aquilae
Delta Aquilae (Denebokab, Song, Sung, Djenubi Menkib al Nesr, Australior Humerus Vulturis, 30 Aquilae) é uma estrela binária na direção da constelação de Aquila. Possui uma ascensão reta de 19h 25m 29.75s e uma declinação de +03° 06′ 52.5″. Sua magnitude aparente é igual a 3.36. Considerando sua distância de 50 anos-luz em relação à Terra, sua magnitude absoluta é igual a 2.43. Pertence à classe espectral F0IV. É uma estrela variável suspeita.